# Ámir Khán
Ámir Husszain Khán (Hindi: आमिर ख़ान; 1965. március 14. –) Indiai színész, rendező, producer. Szerepelt számos filmben és reklámban. Egyik vezető szereplője a hindi moziknak, Bollywood sztárja. Alapító-tulajdonosa az Aamir Khan Productions-nek.
Pályáját gyerekszínészként kezdte, nagybátyja Naszir Husszain filmjében, a Yaadon Ki Baaraatban (1973). Tizenegy évvel később kezdte profi karrierjét a Holi (1984) c. filmben. 1988-ban a Qayamat Se Qayamat Takban nyújtott alakításért elnyerte a Legjobb Férfi Debütáló Filmfare díjat. 1990-ben Ámir megkapta az első Filmfare-díját a Legjobb férfi alakításáért a Raja Hindustaniban (1996). 2001-ben debütált a Lagaan c. filmben mint filmproducer és főszerepet is játszott benne. A filmet Oscar-díjra is jelöltek, de nem nyert. Indiában viszont jelölték a Filmfare-díjátadón a Legjobb férfi alakítás kategóriában, amit meg is nyert. Az elkövetkező négy évben szünetet tartott, majd 2005-ben tért vissza a Mangal Pandey: The Rising c. filmben, megkapta a Filmfare Filmkritikusok díját az Ifjú lázadók (2006) című filmben nyújtott teljesítményéért. 2007-ben rendezett először, ez a Taare Zameen Par volt, amiért megkapta a Filmfare - Legjobb rendező díját. Ezt követte a Ghajini (2008), a legnagyobb bevételt hozó indiai film abban az évben, és a Három idióta (2009), a legnagyobb bevételt hozó bollywoodi film.

## Család
Ámir a Bandra Szent Család kórházban született (Mumbai, India). A muzulmán család aktívan részt vett az indiai filmiparban. Apja, Tahir Hussain producer; nagybátyja, Nasir Hussain producer, rendező és színész. Ámirnak első feleségétől (Reena Dutta 1986 - 2002) született egy fia és egy lánya (Juanid és Aira). Jelenlegi felesége Kiran Rao, rendező és producer. Ámir leszármazottja a muzulmán tudós és politikus Maulana Abul Kalam Azadnak.
Unokaöccse Imraan Khan, szintén színész.

## Díjak

### Oscar-díj
2002: Lagaan: Once Upon a Time in India Oscar-díjra jelölték a legjobb idegen nyelvű film kategóriában

### Filmfare díj
- 1988: Best Debut nyert Qayamat Se Qayamat Tak
- 1988: Best Actor jelölés Qayamat Se Qayamat Tak
- 1989: Best Actor jelölés Raakh
- 1990: Best Actor jelölés Dil
- 1991: Best Actor jelölés Dil Hai Ki Manta Nahin
- 1992: Best Actor jelölés Jo Jeeta Wohi Sikandar
- 1993: Best Actor jelölés Hum Hain Rahi Pyaar Ke
- 1994: Best Actor jelölés Andaz Apna Apna
- 1995: Best Actor jelölés Akele Hum Akele Tum
- 1996: Best Actor nyert Raja Hindustani
- 1998: Best Actor jelölés Ghulam
- 1998: Best Male Playback Singer jelölés „Aati Kya Khandaala” című dalért a Ghulam c. filmben
- 1999: Best Actor jelölés Sarfarosh
- 2001: Best Actor nyert Lagaan: Once Upon a Time in India
- 2001: Best Actor jelölés Dil Chahta Hai
- 2005: Best Actor jelölés Mangal Pandey: The Rising

## Filmjei
| cím                               | év   | szerep                    | megjegyzés |
| --------------------------------- | ---- | ------------------------- | --- |
| Dangal                            | 2017 | Mahavir Singh Phogat      | Az életrajzi film Mahavir Singh Phogat életét mutatja be, aki birkózásra tanította lányait, Babita Kumarit és Geeta Phogatot. Ennek köszönhetően Geeta Phogat lett az első indiai birkózónő, aki aranyérmet szerzett a 2010-es Nemzetközösségi játékokon... |
| Dhoom 3                           | 2013 | Sahir és Samar            | |
| Dhobi Ghat                        | 2010 | Arun                      | |
| 3 Idiots                          | 2009 | Rancho                    | |
| Ghajini                           | 2008 | Sanjay Singhania / Sachin | |
| Taare Zameen Par                  | 2007 | Ram Shankar Nikumbh       | Győztes, Filmfare díj a legjobb rendező |
| Lajjo                             | 2007 |                           | |
| Fanaa                             | 2006 | Rehan Qadri               | |
| Ifjú lázadók                      | 2006 | Daljeet (DJ)              | |
| The Rising                        | 2005 | Mangal Pandey             | Nevezés: Filmfare díj a legjobb színésznek |
| Dil csáhta hai                    | 2001 | Akash Malhotra            | Nevezés: Filmfare díj a legjobb színésznek |
| Lagaan: Once Upon a Time in India | 2001 | Bhuvan                    | Győztes, Filmfare díj a legjobb színésznek |
| Mela                              | 2000 | Kishan Pyare              | |
| Mann                              | 1999 | Karan Dev Singh           | |
| Sarfarosh                         | 1999 | Ajay Singh Rathod         | Nevezés: Filmfare díj a legjobb színésznek |
| Earth                             | 1998 | Dil Navaz                 | |
| Ghulam                            | 1998 | Siddharth Marathe         | Nevezés: Filmfare díj a legjobb színésznek Nominated, Filmfare díj a legjobb férfi filmzene-énekesnek |
| Ishq                              | 1997 | Raja                      | Nevezés: Filmfare díj a legjobb színésznek |
| Raja Hindustani                   | 1996 | Raja Hindustani           | Győztes, Filmfare díj a legjobb színésznek |
| Akele Hum Akele Tum               | 1995 | Rohit                     | Nominated, Filmfare díj a legjobb színésznek |
| Rangeela                          | 1995 | Munna                     | |
| Aatank Hi Aatank                  | 1995 | Rohan                     | |
| Baazi                             | 1995 | Inspector Amar Damjee     | |
| Andaz Apna Apna                   | 1994 | Amar                      | Nevezés, Filmfare díj a legjobb színésznek |
| Hum Hain Rahi Pyaar Ke            | 1993 | Rahul Malhotra            | Nevezés, Filmfare díj a legjobb színésznek |
| Parampara                         | 1993 | Ranbir Prithvi Singh      | |
| Isi Ka Naam Zindagi               | 1992 | Chotu                     | |
| Jo Jeeta Wohi Sikandar            | 1992 | Sanjaylal Verma           | Nevezés, Filmfare díj a legjobb színésznek |
| Time Machine                      | 1992 |                           | Pénzügyi problémák miatt a film forgatását Shekhar Kapur félbehagyta |
| Daulat Ki Jung                    | 1991 | Rajesh Chaudhry           | |
| Dil Hai Ki Manta Nahin            | 1991 | Raghu Jetley              | Nevezés, Filmfare díj a legjobb színésznek |
| Afsana Pyaar Ka                   | 1991 | Raj                       | |
| Jawani Zindabad                   | 1990 | Shashi                    | |
| Deewana Mujh Sa Nahin             | 1990 | Ajay Sharma               | |
| Dil                               | 1990 | Raja                      | Nevezés, Filmfare díj a legjobb színésznek |
| Tum Mere Ho                       | 1990 | Shiva                     | |
| Awwal Number                      | 1990 | Sunny                     | |
| Love Love Love                    | 1989 | Amit                      | |
| Raakh                             | 1989 | Aamir Hussein             | Nevezés: Filmfare díj a legjobb színésznek |
| Qayamat Se Qayamat Tak            | 1988 | Raj                       | Győztes, Filmfare díj a legjobb első fellépőnek |
| Holi                              | 1984 | Madan Sharma              | |
| Madhosh                           | 1974 | Gyermekszínész            | |
| Yaadon Ki Baaraat                 | 1973 | Gyermekszínész            | |